# Lars Fause
Lars Fause, född 20 februari 1965 i Storsteinnes i Norge, är en norsk åklagare och statsförvaltare som är sysselmästare på Svalbard sedan 24 juni 2021. 

## Biografi
Fause kommer ifrån Balsfjord, en kommun i Troms fylke i Nordnorge. Han tog examen i juridik vid universitetet i Tromsö 1991. Hans familj bor i Tromsö, vilket Fause också gör när han inte är på Svalbard.
Efter sin examen arbetade Fause som assistent för Oslos polisdistrikt. Han arbetade även ett år som polisjurist för Troms polisdistrikt och de följande två åren som domarfullmäktige vid Trondenes tingsrätt. Från 1996 till 2002 var Fause åklagare vid åklagarmyndigheterna i Troms och Finnmark innan han befordrades till chefsåklagare 2003.
2008 accepterade Fause ämbetet som vice sysselman på Svalbard, en post om han innehöll fram till 2010. Han skapade rubriker i oktober 2008 när han blev den första personen att neka någon att bosätta sig på Svalbard. Ärendet gällde en 28-årig man som sades ligga bakom "många brott". Efter att ha lämnat sin position som vice sysselman återgick Fause till sin tidigare tjänst som åklagare och fortsatte arbeta där fram till 2020, då han avgick för att undvika jävighet gällande sin hustru.
Fause tillträdde som sysselman på Svalbard den 24 juni 2021 efter att den tidigare innehavaren Kjerstin Askholt avgått. Kort efter att han tillträtt döptes tjänsten om till "sysselmästare". Enligt Spetsbergtraktaten kan Fause sitta som mest två mandatperioder som sysselmästare, med tre år vardera.